# География на Коста Рика
Коста Рика е държава в Централна Америка, разположена между Тихия океан на югозапад и Карибско море на североизтокизток. Площта ѝ възлиза на 51 090 km², а населението към 1 януари 2018 г. – 5 млн. души. Столица е град Сан Хосе. На север Коста Рика граничи с Никарагуа (дължина на границата 360 km), а на изток – с Панама (365 km). Общата дължина на сухоземните граници (в т.ч. речни) е 725 km. На югозапад Коста рика се мие от водите на Тихия океан с дължина на бреговата ивица 1190 km, като тук брега е силно разчленен, с големите заливи Папагайо, Никоя, Коронадо и Голфо Дулсе и полуостровите Никоя и Оса. На североизток бреговете на страната се мият от водите на Карибско море и дължина на бреговата линия 293 km. Тук бреговете са праволинейни, ниски, силно заблатени и с множество лагуни. На Коста Рика принадлежи разположения на повече от 500 km на юг, в Тихия океан остров Кокос (24 km²).
Крайни точки:
- крайна северна точка – 11°13′10″ с. ш. 85°36′35″ з. д. / 11.219444° с. ш. 85.609722° з. д., ляв бряг на река Сапоа, на границата с Никарагуа
- крайна южна точка – континентална 8°02′23″ с. ш. 82°54′11″ з. д. / 8.039722° с. ш. 82.903056° з. д., на брега на Тихия океан, на границата с Панама; островна 5°29′57″ с. ш. 87°04′26″ з. д. / 5.499167° с. ш. 87.073889° з. д., южен нос на остров Кокос.
- крайна западна точка – континентална 10°53′24″ с. ш. 85°57′00″ з. д. / 10.89° с. ш. 85.95° з. д., нос Санта Елена, на брега на Тихия океан; островна 5°31′08″ с. ш. 87°05′40″ з. д. / 5.518889° с. ш. 87.094444° з. д., западен нос на остров Кокос.
- крайна източна точка – 9°32′53″ с. ш. 82°33′08″ з. д. / 9.548056° с. ш. 82.552222° з. д., ляв бряг на река Сиксаопа, на границата с Панама.

## Релеф, полезни изкопаеми
По-голямата, предимно вътрешната част на Коста Рика е заета от вулканичните планини Кордилера де Гуанакасте и нейното продължение на югоизток Кордилера Сентрал с действащите вулкани Ирасу (3432 m), Поас (2704 m), Миравалес (2020 m). На югозапад от Кордилера Сентрал е разположено вулканичното централно плато с височина 900 – 1200 m, по югозападния край на което се извисява планината Кордилера де Таламанка с най-високата точка на страната връх Серо Чирипо 3820 m. На север покрай десния бряг на граничната река Сан Хуан, покрай брега на Карибско море и между заливите Папагайо и Никоя се простират низини. Полезните изкопаеми на Коста Рика са слабо проучени, но въпреки това са открити промишлени залежи на желязна руда, сяра, боксити и малки находища на сребро и злато.

## Климат, води, растителност, животински свят
Климатът на Коста Рика е субекваториален. В низините средната януарска температура е 23°С, а средната юлска 25°С. Годишната сума на валежите на изток достига до 3000 mm/m² и повече, като те падат целогодишно, а на запад до 1000 – 1500 mm/m² и са предимно през лятото. Речната мрежа на страната е гъста, реките са предимно къси и бурни, на изток целогодишно пълноводни, а в най-долните течения плавателни за плитко газещи речни съдове. Най-големите реки са: Сан Хуан (192* km), Тераба (160 km), Сиксаопа (146 km), Ревентасон (145 km), Темписке (144 km), Сан Карлос (142 km).
Почти 2/3 от територията на Коста Рика е покрита с гори. На изток, на височина до 650 m са развити влажни тропични гори (палми, седрела, червено, ебеново, розово, балсово дърво и др.). Склоновете до 1800 m и повече са заети от дъбови гори с лавров подлес. Високите вулканични конуси (на 2700 – 3000 m) са покрити с храсти и ливади, използвани за пасища. В Централното плато, заето с плодородни почви горите са почти унищожени и земите са усвоени за земеделски дейности. За Тихоокеанското крайбрежие са характерни саваните с мимози и отделни горички, с опадващи листа през сухия сезон. Животинският свят на страната е богат и разнообразен. Тук обитават маймуни, пума, ягуар, тапири, броненосци, бодливо свинче и др. Крайбрежните води са богати на риба (летяща риба, риба меч, риба тон и др.